# Heliophanus aviculus
Heliophanus aviculus este o specie de păianjeni din genul Heliophanus, familia Salticidae, descrisă de Berland, Millot, 1941. Conform Catalogue of Life specia Heliophanus aviculus nu are subspecii cunoscute.